# Pekinger Filmakademie
Die Pekinger Filmakademie, auch Filmhochschule Peking (chinesisch 北京电影学院, Pinyin Běijīng Diànyǐng Xuéyuàn) ist die einzige Filmhochschule in China und die bedeutendste ihrer Art in Asien. 
Sie befindet sich im Stadtbezirk Haidian von Peking, wo die meisten Universitäten der chinesischen Hauptstadt angesiedelt sind. 

## Geschichte
Die Pekinger Filmakademie wurde im Mai 1950 unter der Bezeichnung Performance Art Institution of the Film Bureau of the Ministry of Culture ("Darstellende Kunstinstitution des Filmbüros des Kulturministeriums") errichtet und in den folgenden fünf Jahren mehrmals umbenannt, bis sie schließlich am 1. Juni 1956 die Bezeichnung Pekinger Filmakademie erhielt.
Alljährlich bewerben sich Zehntausende von Kandidaten um die Zulassung an die Filmakademie, es werden jedoch nur zwischen 400 und 500 zugelassen.
Während der Kulturrevolution ab 1966 war die Pekinger Filmakademie, wie die meisten Ausbildungseinrichtungen in der Volksrepublik China, davon stark betroffen, und viele Dozenten mussten die Hochschule verlassen. 1978, zwei Jahre nach Abschluss der Kulturrevolution, ermöglichte die Hochschule wiederum die Immatrikulation von neuen Studenten.

## Absolventen
Zu den berühmten Absolventen der Pekinger Filmakademie gehören einerseits Regisseure der sogenannten vierten, fünften und sechsten Generation, wie beispielsweise Wu Tianming (4. Generation), Tian Zhuangzhuang, Chen Kaige und Zhang Yimou (5. Generation), sowie Jia Zhangke, Wang Xiaoshuai und Zhang Yuan (6. Generation). Als erfolgreiche Schauspieler, welche die Hochschule absolviert haben, seien Xu Jinglei, Zhao Wei, Huang Xiaoming, Liu Yifei, Chen Kun und Jiang Yihong genannt.

## Bilder

Haupteingang des Filmakademie (2015)
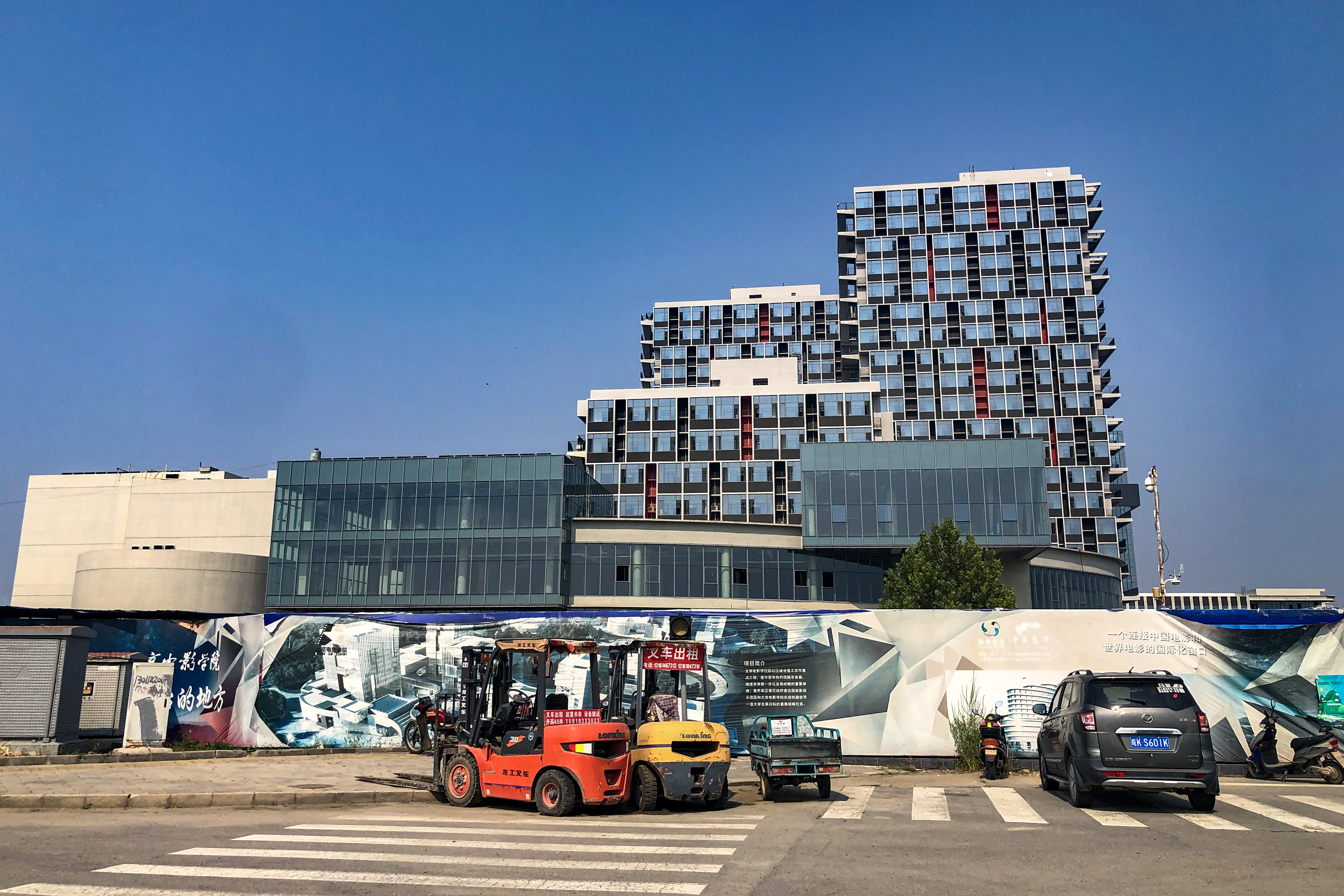
Huairou Campus zur Bauphase (2019)